# Wind It Up
Wind It Up is een single van Gwen Stefani, afkomstig van haar tweede soloalbum The Sweet Escape. Het was het eerste nummer van dit album dat uitkwam op single. Het nummer werd origineel geschreven door Stefani en Pharrell Williams voor haar Harajuku Lovers Tour uit 2005.

## Kritieken
Wind It Up werd niet overal positief onthaald in de gespecialiseerde muziekpers. Rolling Stone had negatief commentaar op zowel het jodelen als de sample van de song The Lonely Goatherd uit de The Sound of Music die in het lied te horen is. Andere critici schreven dan weer betere commentaren, zoals onder meer de Guardian.

## Videoclip
De videoclip werd geregisseerd door Sophie Muller. Het heeft elementen uit de film The Sound of Music, waar Stefani als Maria von Trapp al zingend de Harajuku Girls lijkt toe te spreken. De video debuteerde op 10 november 2006 op de Amerikaanse muziekzender MTV.

## Hitnotering
Wind It Up kwam op 23 december 2006 binnen in de Vlaamse Ultratop 50. De single stond achttien weken in de hitparade en bereikte met een achtste plaats zijn hoogste positie. In de Nederlandse Top 40 bereikte de song een vierde plaats en bleef de song in totaal tien weken in de hitparade staan.

## Inhoud cd-single
1. "Wind It Up" (Main Mix) -3:11
2. "Wind It Up" (Original Neptunes Mix) -3:08
3. "Wind It Up" (Instrumental Mix) -3:02
4. "Wind It Up" Video -3:16